# Flood (film)
Flood är en brittisk/kanadensisk/sydafrikansk film från 2007 regisserad av Tony Mitchell. Filmen är baserad på Richard Doyles roman med samma namn från 2002. Doyle har även skrivit manuset till filmen.

## Handling
Helt utan förvarning ödelägger en enorm flodvåg hela den skotska kuststaden Wick. Trycket ökar hela tiden och vattnet rör sig i en rasande fart mot London. Först tror alla experter att Themsens barriärer kommer att klara av vattenmassorna, men man har fel. Panik utbryter bland stadens invånare som står utan chans att ta sig därifrån. Myndigheterna har bara ett par timmar på sig att evakuera och mitt i detta kaos läggs stadens öde i händerna på de tre marinexperterna Rob, hans far Leonard och hans ex-fru Samantha. Kampen mot naturen och klockan har börjat.

## Rollista
- Robert Carlyle - Rob Morrison
- Jessalyn Gilsig - Samantha "Sam" Morrison
- Tom Courtenay - Leonard Morrison
- Joanne Whalley - Kommissarie Patricia Nash
- David Suchet - Vice Premiärminister Campbell
- Martin Ball - Wyatt
- Nigel Planer - Keith Hopkins
- David Hayman - General Ashcroft
- Peter Wight - Transportchef Johnson